# هانس-پیتر پول
هانس-پیتر پول (انگلیسی: Hans-Peter Pohl؛ زادهٔ ۳۰ ژانویهٔ ۱۹۶۵) اسکی‌باز نوردیک اهل آلمان غربی بود.